# Armando Costa (bochas)
Armando Costa es un deportista portugués que compitió en bochas adaptadas. Ganó cuatro medallas en los Juegos Paralímpicos de Verano entre los años 1996 y 2012.

## Palmarés internacional
| Juegos Paralímpicos | Juegos Paralímpicos      | Juegos Paralímpicos | Juegos Paralímpicos  |
| Año                 | Lugar                    | Medalla             | Prueba               |
| ------------------- | ------------------------ | ------------------- | -------------------- |
| 1996                | Atlanta (Estados Unidos) | Medalla de oro      | Dobles C1 wad mixto  |
| 2000                | Sídney (Australia)       | Medalla de plata    | Individual BC3 mixto |
| 2008                | Pekín (China)            | Medalla de bronce   | Dobles BC3 mixto     |
| 2012                | Londres (Reino Unido)    | Medalla de plata    | Dobles BC3 mixto     |